# Ханибал (филм)
Ханибал (енгл. Hannibal) је амерички психолошки хорор филм из 2001. године, режисера Ридлија Скота, рађен по истоименом роману Томаса Хариса са Ентонијем Хопкинсом, Џулијаном Мур, Гаријем Олдманом, Рејом Лиотом и Жељком Иванеком у главним улогама. Представља директан наставак филма Кад јагањци утихну.
Хопкинс се вратио у своју препознатљиву улогу др Ханибала Лектора, за коју је у претходном делу награђен Оскаром, али оно што је изазвало разочарање код публике јесте одсуство Џоди Фостер, која је, такође, у претходном делу награђена Оскаром за своју улогу Кларис Старлинг. Фостер је првобитно као разлог навела то што је у исто време радила на другом пројекту, да би касније признала да јој се није допало како се прича наставља и како се њен лик у филму развија, те је због тога улогу од ње преузела Мур.
Реакције критичара на филм биле су помешане и претежно негативне. Сајт Rotten Tomatoes га је оценио са 39%, што је поприлично ниско поготово у поређењу са претходним делом који је добио 96%. С друге стране, филм је остварио огроман финансијски успех и поста 3. са највећом зарадом у првој недељи премијере, одмах иза филмова Звездани ратови — епизода I: Фантомска претња и Парк из доба јуре: Изгубљени свет. Остварио је рекордну зараду у фебруару 2001. у САД, Аустралији, Канади и Уједињеном Краљевству. Тренутно је један од 20 хорор филмова са највећом зарадом у историји.
Наредне године објављен је 4. филм у серијалу о Ханибалу Лектору, под насловом Црвени змај. Међутим, пошто и 4. и 5. филм представљају преднаставке, у овом филму је приказан крај приче о др Ханибалу Лектору.

## Радња
Десет година након догађаја из претходног филма, ФБИ агент Кларис Старлинг је окривљена да је без разлога убила групу дилера дроге. С друге стране, др Ханибал Лектор и даље живи свој живот у бекству од закона и покушава да поново успостави контакт са Кларис. Једна од богатих Лекторових жртава, која је успела да извуче живу главу, спрема му застрашујућу освету.

## Улоге
| Глумац          | Улога                         |
| --------------- | ----------------------------- |
| Ентони Хопкинс  | др Ханибал Лектор             |
| Џулијана Мур    | Кларис Старлинг               |
| Гари Олдман     | Мејсон Вергер                 |
| Реј Лиота       | Пол Крендлер                  |
| Френки Фејсон   | Барни Метјуз                  |
| Ђанкарло Ђанини | главни инспектор Риналдо Пази |
| Фрaнческа Нери  | Алегра Пази                   |
| Жељко Иванек    | др Кордел Домлинг             |
| Мајк Батерс     | Евелда Друмго                 |
| Хазеле Гудман   | Евелда Друмго                 |
| Роберт Ријети   | Соглиато                      |
| Дејвид Ендруз   | ФБИ агент Пирсал              |
| Франсис Гвинан  | Нунан                         |
| Енрико ло Версо | Гночо                         |
| Ивано Морескоти | Карло Деграцијас              |
| Данијела де Низ | Беатриче                      |